# Hisashi Appiah Tawiah
Hisashi Appiah Tawiah (アピアタウィア 久 Appiah Tawiah Hisashi?), född 18 oktober 1998 i Aichi prefektur, är en japansk fotbollsspelare.
Appiah Tawiah började sin karriär 2020 i Vegalta Sendai.